# HNLMS K IV
Le HNLMS K IV ou Zr.Ms. K IV est un sous-marin de la classe K III en service dans la Koninklijke Marine (Marine royale néerlandaise).

## Histoire
Le K IV a été commandé par le ministère néerlandais des Colonies au chantier naval Koninklijke Maatschappij De Schelde à Flessingue le 1er octobre 1915, et le 30 décembre de la même année, la coque du K IV est posé au chantier naval de l'Escaut. Le lancement a eu lieu le 2 juillet 1920. Le 27 avril 1921, le navire est mis en service dans la marine néerlandaise.
Le 3 septembre 1921, le K IV commence son voyage vers les Indes orientales néerlandaises, son théâtre d'opérations. Il fait des escales à Alger, au canal de Suez, à Aden et à Colombo et arrive à Tanjung Priok le 23 décembre 1921. 
À Colombo, le 9 novembre 1921, une explosion dans le compartiment avant des batteries tue deux hommes et en a blessé un autre. Les 2 membres d'équipage décédés sont le quartier-maître Huisman et le caporal Blom. Une cérémonie de commémoration a été organisée par l'équipage des destroyers Van Gent et Kortenaer. Le commandant a fait un discours et des couronnes ont été déposées.
En 1936, la K IV est mis hors service.